# Hünername
Le Hünername  ou Livre des gestes est un manuscrit illustré conservé au Palais de Topkapi à Istanbul. Il contient l'histoire des sultans de l'empire ottoman et particulièrement celle de Soliman le Magnifique. Relié en deux volumes et illustré de 89 miniatures sur double page, c'est l'un des plus célèbres manuscrits ottomans.

## Histoire du manuscrit
L'écriture de cette histoire à la gloire des sultans ottomans est entamée par les historiographes officiels Arifi et Eflatun. Après une interruption d'une dizaine d'années, correspondant à la période du règne de Sélim II, elle est poursuivie par leur successeur, Seyyid Lokman, chargé de l'histoire officiel par Mourad III, celui-ci ayant au contraire un grand intérêt pour les livres. Il entame sa rédaction au début de l'année 1578, peut-être à l'initiative du grand vizir Sokollu Mehmed Pacha dont il était le protégé. Quatre tomes étaient prévus mais seulement deux sont réalisés, les deux derniers devant être consacrés à l'histoire de Sélim II et Mourrad III. La rédaction est achevée en 1579-1580, mais elle est reprise quelques années plus tard. L'illustration du manuscrit est exécuté par l'atelier impérial dirigé alors par Nakkach Osman, et achevée en 1584 pour le premier tome et en 1588 pour le second.
Après son achèvement, le manuscrit est conservé dans la bibliothèque du palais de Topkapi où il se trouve toujours.

## Description du manuscrit
Le premier tome est consacré aux neuf premiers sultans ottomans. Il contient 37 miniatures dont les portraits de chaque monarque, ainsi que l'illustration d'anecdotes au sujet de leur courage et leur intelligence. L'ouvrage commence par la représentation du palais de Topkapi et de ses différentes cours.
Le second tome est spécifiquement consacré à l'histoire du règne de Soliman le Magnifique. Il contient 52 miniatures illustrant les qualités du souverain, dans la chasse et la guerre, mais aussi sa générosité et sa piété. Le texte n'est pas rédigé comme un récit mais comme la description des qualités d'un homme parfait et sa proximité avec le prophète. Les illustrations insistent aussi sur le rôle de Sokollu Mehmed Pacha, qui a été à la fois grand vizir de Soliman et de Mourad III. 

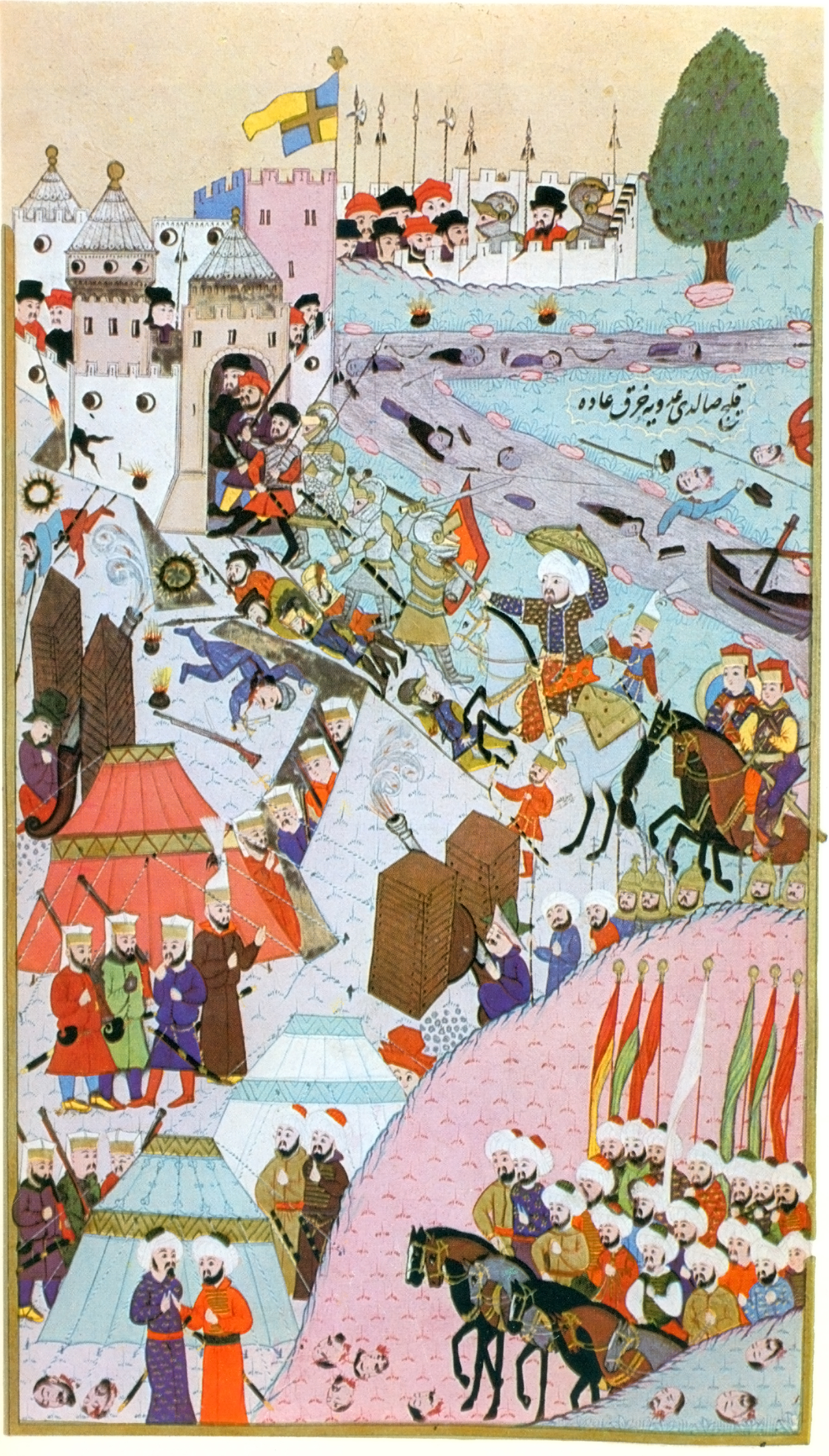
Le siège de Belgrade en 1456, f.165
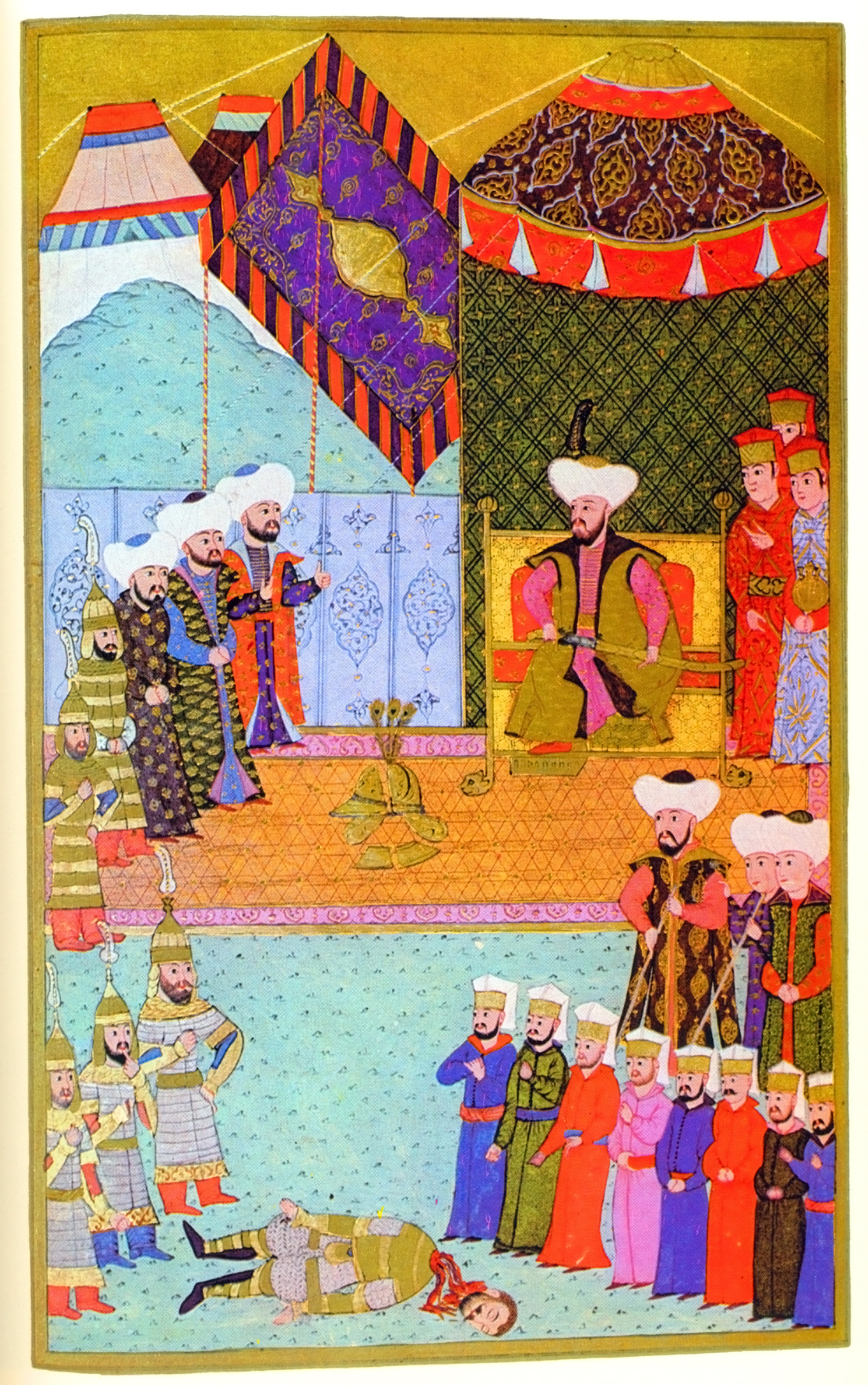
Mourad II et l'exécution imaginaire de Jean Hunyadi, H.1523 f.143v
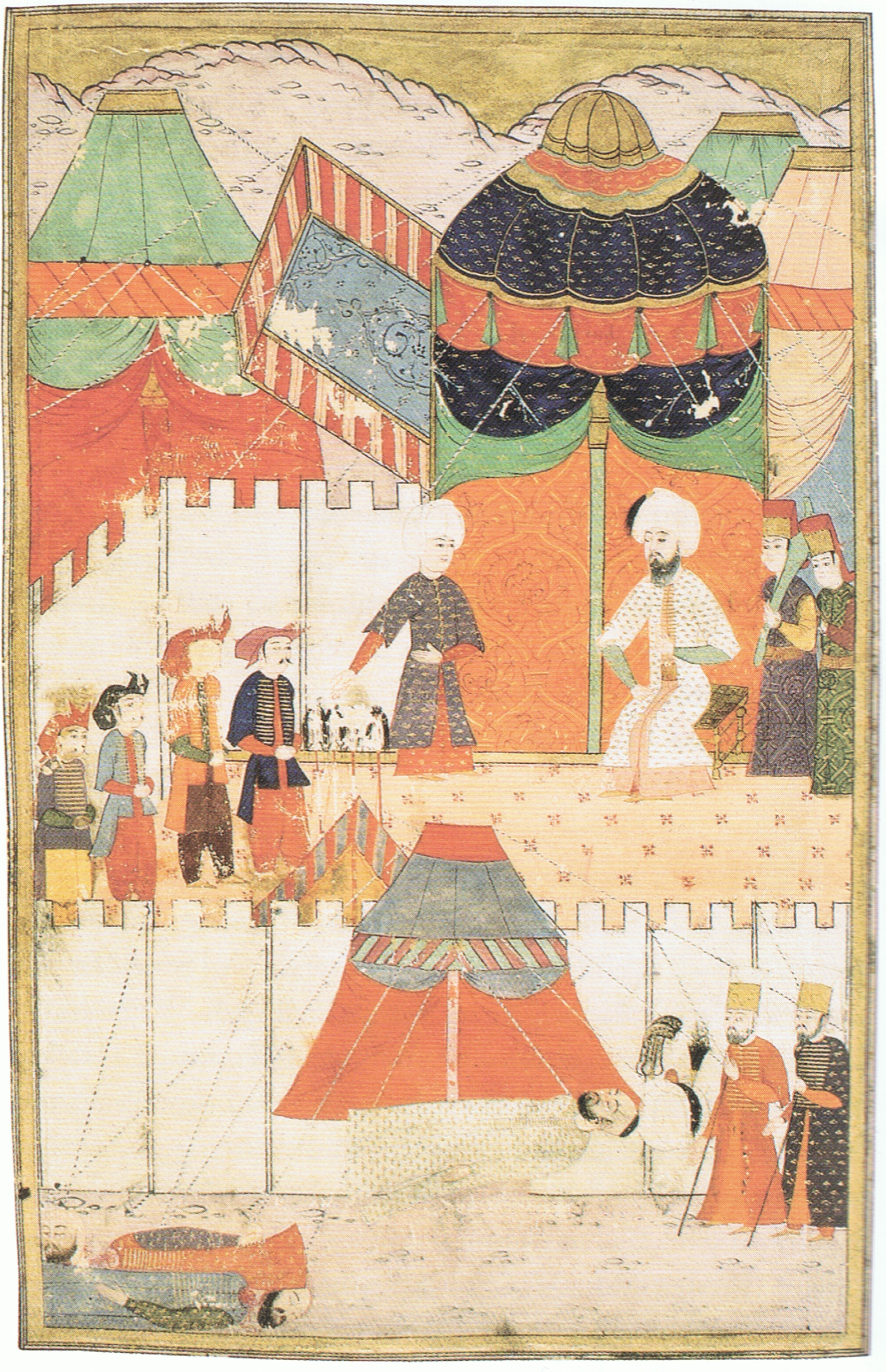
Le prince Mustafa après son exécution, H1524, f.168v